# North Long Island
North Long Island ist eine Felsinsel an der Südatlantikküste von Namibia südlich der Großen Bucht, etwa 20 Kilometer südlich von Lüderitz. Sie ist dem Tsau-ǁKhaeb-(Sperrgebiet)-Nationalpark vorgelagert und Teil der Penguin Islands und liegt zwischen der Wolfsbucht und Atlasbucht.
North Long Island erstreckt sich über eine Länge von etwa 600 Meter und eine Breite von bis zu 90 Metern und eine Fläche von 4,3 Hektar. Die nächstgelegene Insel ist South Long Island, etwa 900 Meter südlich von North Long Island.